# Oleg Kornejev

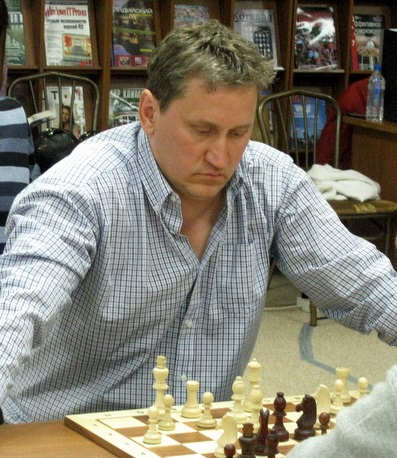
Oleg Kornejev (2012)

Oleg Anatoljewitsj Kornejev (Russisch: Олег Анатольевич Корнеев) (25 juli 1969) is een Russisch-Spaanse schaker. Hij is sinds 1995 een grootmeester (GM). 
- In 1987 eindigde hij op 18-jarige leeftijd bij het kampioenschap van de Moskou Central schaakvereniging nog in de onderste helft.[1]
- Zijn eerste FIDE-rating, in januari 1988, was 2280.[2]
- Oleg Kornejev kreeg in 1991 de titel Internationaal Meester (IM), in 1995 werd hij grootmeester.
- In 2004 werd Kornejev gedeeld 1e–6e met Jevgeni Najer, Artjom Timofejev, Kaido Külaots, Sergej Grigorjants en Zoltan Gyimesi in het Cappelle-la-Grande Open toernooi.[3]
- In februari 2005 won Kornejev het 65e Daniël Noteboomtoernooi in Leiden.
- In april 2005 speelde Oleg Kornejev mee in de A-groep van het grootmeestertoernooi Gausdal Classics, dat in Noorwegen gehouden werd. Oleg eindigde met 6 uit 10 op de derde plaats. Het toernooi werd gewonnen door Sergej Tiviakov.
- In mei 2005 werd in Columbia het Abierto Huila-toernooi gespeeld, dat door Sergej Tiviakov met 8 uit 9 gewonnen werd. Oleg eindigde met 7 uit 9 op de tweede plaats, terwijl de Rus Vladimir Dobrov met 6,5 punt derde werd.
- Van 24 september t/m 2 oktober 2005 speelde hij mee in het 14e Monarch Assurance-toernooi op Man, waar hij met 6,5 uit 9 op de vijfde plaats eindigde.[4]

In 2012 stapte hij over naar de Spaanse schaakbond.
- In 2013 eindigde hij gedeeld 1e–11e met Pavel Eljanov, Dmitri Kokarev, Alexander Areshchenko, Denis Khismatullin, Maxim Matlakov, Dragan Solak, Vadim Zvjaginsev, Sanan Sjugirov, Ivan Bukavshin en Ildar Khairullin in het Chigorin Memorial in Sint-Petersburg.[6]

## Nationale teams
In 2012 nam hij met het Spaanse team, spelend aan bord 4, deel aan de in Istanboel gehouden Schaakolympiade.

In 2013 en 2017 nam hij, spelend aan het vierde bord, in Warschau met het Spaanse team deel aan het Europees schaakkampioenschap voor landenteams.

## Schaakverenigingen
In Spanje speelde Kornejev voor UE Foment Martinenc Barcelona, voor CCA CajaCanarias Santa Cruz, waarmee hij in 2008 kampioen van Spanje werd, voor Mérida Patrimonio de la Humanidad, waarmee hij in 2014 de titel won, voor Escola d'Escacs de Barcelona en voor CA Solvay.

Hij speelt in de Duitse bondscompetitie sinds seizoen 2006/07 in de tweede klasse voor het team van SG Porz. Ook speelde Kornejev voor de volgende verenigingen: in Hongarije voor Csuti Antal SK Zalaegerszeg, in Frankrijk voor Montpellier Echecs en voor Club de La Tour Sarrazine Antibes, in België voor KSK Rochade Eupen-Kelmis en in Rusland voor Krylia Sowetow, voor Universiteit Majkop, voor TPS Saransk, waarmee hij ook in 2006 deelnam aan de European Club Cup en voor Universiteit Beloretsjensk.

## Persoonlijk leven
Oleg Kornejev is gehuwd met de Oekraïense schaakster (sinds 2006 IM) Tatiana Kononenko.